# If You're Happy and You Know It
If You're Happy and You Know It är en amerikansk[källa behövs] sång, ibland tillskriven Alfred B. Smith (1916-2001).[källa behövs] Sången brukar användas som sånglek eller som hejarramsa.
På svenska finns en text som heter Klappa händerna när du är riktigt glad.
I december 2002 spelade Martin Rössel in en satirisk version vid namn Bomb Iraq (engelska: Bomba Irak!), vilken tog upp Bushadministrationens olika politiska problem och påstod att man försökte dölja dessa genom att låta USA delta i ett planerat anfall mot Irak, vilket påbörjades i mars 2003. Sången lades ut på Internet och skickades till några bekanta. Några månader senare ringde en journalist från den norska radion NRK som berättade att sången blivit berömd i Norge via Internet, och snart fick den internationell spridning i undergroundkretsar. Sången finns i sådan version också med text på svenska.

## Publikation
- Barnvisboken, 1977 (på svenska), angiven som "trad." (Amerika)
- Barnvisor och sånglekar till enkelt komp, 1984 (på svenska)
- Barnens svenska sångbok, 1999 (på svenska), under rubriken "Sång med lek och dans".